# Szigetszentmiklós
Szigetszentmiklós är en stad i provinsen Pest i Ungern. Staden har 40 519 invånare (2021), på en yta av 45,65 km². Den ligger strax söder om Budapest, på ön Csepel vid floden Donau.